# Johann Friedrich Küttlinger
Johann Friedrich Küttlinger (* 17. Mai 1778 in Neustadt an der Aisch; † 16. Juni 1851 in Erlangen) war ein deutscher Mediziner und Botaniker.

## Leben

### Familie
Johann Friedrich Küttlinger war der Sohn des Pfarrers und Konrektors am Gymnasium in Neustadt an der Aisch Johann Heinrich Küttlinger (* 4. April 1744 in Erlangen; † 4. Dezember 1811). Sein Bruder war Georg Leonhard Küttlinger (28. Dezember 1775 in Neustadt an der Aisch; † 22. Januar 1841), der später Diakon in Schwabach bei Nürnberg wurde.
Johann Friedrich Küttlinger heiratete 1809 Karolina Louis aus Erlangen. Gemeinsam hatten sie zwei Kinder:
- Leonharda Karolina Mathilda (* 1813; † unbekannt), verheiratet mit Georg Joseph Aloys Gareis (* 1806; † unbekannt), königlicher Appellationsgerichts-Advokat;
- Carl Julius Adelberg Küttlinger (* 30. Januar 1817 in Erlangen; † 13. Februar 1868 in Nürnberg), wurde ebenfalls Arzt und promovierte als Dr. med., nach dem Studium unternahm er zur Vertiefung seiner medizinischen Kenntnisse eine siebenmonatige Reise nach Paris und London und trat nach seiner Rückkehr in die Praxis des Vaters ein, er war verheiratet mit Mathilde von Braun (* 11. Juni 1822 in Erlangen; † 28. November 1891 in Bayreuth).

### Schulische Ausbildung
Er besuchte kurzfristig in Neustadt an der Aisch die dortige Vorbereitungsschule, dann wurde sein Vater 1785 als Pfarrer nach Neuhof an der Zenn berufen; dort erhielt er, gemeinsam mit seinem Bruder, Privat-Unterricht durch den Vater. Dieser bildete sie so erfolgreich aus, dass ihnen das Abgangszeugnis des Gymnasiums in Bayreuth ausgehändigt wurde, nachdem sie das dortige Examen bestanden hatten.

### Studium
Gemeinsam mit seinem Bruder begann er 1794 ein Studium der allgemeinen Wissenschaften und der Medizin an der Universität Erlangen. Er hörte dort Vorlesungen bei Johann Heinrich Abicht (Philosophie), Johann Tobias Mayer (reine und angewandte Mathematik), Friedrich Heinrich Loschge (1755–1840) (Physiologie, Anatomie und Pathologie), Georg Friedrich Hildebrandt (theoretische und praktische Chemie, allgemeine und spezielle Therapie, Pathologie und Physik), Johann Christian von Schreber (Botanik, Mineralogie, Zoologie und Bromatologie (Lehre von den Zubereitungsmethoden von Nahrungs- und Genussmittel)), Friedrich von Wendt (spezielle Therapie, Materia medica und Heilmittelverordnung), bei dem er auch zwei Jahre in der Klinik praktizierte, sowie bei Johann Philipp Julius Rudolph (Chirurgie und Verbandlehre).

### Weitere medizinische Ausbildung in Berlin
Mit seiner Dissertation de hydropisdiagnosi, causis et quibusdam illi medendi methodis promovierte er am 14. Oktober 1797, mit 19 Jahren, als Doktor der Medizin. Zur Vertiefung seiner Ausbildung ging er 1798 nach Berlin und besuchte dort die Vorlesungen des Arztes Friedrich August Walter über die Physiologie, Geburtshilfe und Augenheilkunde sowie die Vorlesungen über chirurgische Operationen beim Professor Dr. Johann Gottlieb Zenker (1759–1807); am Collegium medico-chirurgicum hörte er bei Johann Friedrich Fritze (1735–1807), von der Charité, zu den Themen medizinische Klinik, Therapie, Fieberlehre, Feldkrankheiten und Venerologie.
Nach seiner Rückkehr aus Berlin starb der Arzt und Hofrat Johann Friedrich Dörfler (1745–1800) in Neustadt an der Aisch, worauf Johann Friedrich Küttlinger 1800 beschloss, dessen Nachfolge anzutreten und er begann somit seine praktische Laufbahn. Nach einem königlich preußischen Reglement zur Befähigung für den Staatsdienst ging er 1805 erneut nach Berlin, um den vorgeschriebenen anatomischen Kursus mit den anatomischen Demonstrationen zu belegen. Nachdem er den Kursus beendet und eine öffentliche Vorlesung mit dem Thema De situ partium in abdomine, de hepate cum annexis, de vasis antibrachi et manus atque de nervo phrenico im anatomischen Theater gehalten hatte, unterzog er sich der Prüfung durch die Examinationsdeputation zur Anstellung im Staatsdienst. Nach deren Bestehen unternahm er im gleichen Jahr eine wissenschaftliche Reise zur Universität Wien.

### Weitere medizinische Ausbildung in Wien
Er besuchte die Privatklinik des Augenarztes Georg Joseph Beer und nahm bei diesem private Unterrichtsstunden über Augenheilkunde. Er übte sich auch in den Augenoperationen an den Leichnamen des allgemeinen Krankenhauses. Bei Johann Lukas Boër besuchte er die geburtshilfliche Klinik und er suchte den Botaniker Nikolaus Joseph von Jacquin auf. Zur Bereicherung seiner Beobachtungen besuchte er das Feldlazarett der Franzosen, wo Anfang Dezember 1805 die Zahl der Verwundeten auf über 6.000 berechnet wurde, fand deren ärztliche Behandlung allerdings sehr oberflächlich.
In Wien machte er auch die Bekanntschaft mit dem königlich preußischen Medizinalrat Dr. Johann Gottfried Langermann aus Bayreuth, der dort eine gesandtschaftliche Stellung einnahm. Mit diesem unternahm er die Rückreise, die mitten durch die Feldzüge der Franzosen führte.
Nach der Rückkehr aus Wien setzte er seine Tätigkeit als approbierter praktischer Arzt in Neustadt an der Aisch fort. Durch sein Wirken wurde dort die Kuhpocken-Schutzimpfung eingeführt und er intensivierte seine Arbeiten in der Augenheilkunde. Aufgrund seiner fachlichen Kenntnisse in Augenheilkunde wandte sich auch der Dichter Jean Paul Richter schriftlich um Rat an ihn, weil dieser am grauen Star erkrankt war und allmählich erblindete.

### Einführung der Kuhpocken-Impfung in Franken
Schon nach seiner ersten Rückkehr aus Berlin hatte er im Jahr 1800 das 1798 erschienene englische Werk George Pearsons, Geschichte der Kuhpocken ..., durch eine Übersetzung in das Deutsche eingeführt. Zu dem Zweck der Einführung der Kuhpocken-Schutzimpfung trat er auch mit Dr. Jean de Carro in Wien in Korrespondenz. 1801 (das Jahr als Küttlinger erfolgreich den Sohn des Neustädter Schulleiters Professor Degen gegen Pocken geimpft hatte) hatte er als Impfarzt einen solchen Ruf in Franken erworben, dass er auch die gräflich Castell’sche Familie impfte. Bei derselben war er durch den Grafen Pückler eingeführt worden, mit dem er durch erteilten Unterricht in klassischen Sprachen in Kontakt gekommen war.
Seine Bestrebungen bei der Pockenschutzimpfung wurden ebenfalls von dem königlich-preußischen Oberkollegium medicum et sanitatis (obere Leitung in Medizinalangelegenheiten) anerkannt; am 4. Februar 1806 erhielt er die Vaccinations-Medaille verliehen, dazu wurde ihm am 3. März der Titel Medizinalrat erteilt.

### Physikus und Landgerichtsarzt
Am 19. Mai 1806 wurde er durch einen Reskript der königlich preußischen Kriegs- und Domänenkammer als Verwalter des Kreisphysikum Erlangen angestellt. Zu dieser Anstellung erhielt er in den Jahren 1808 und 1809 auch noch die Direktion der Erlanger Militärspitäler.
Nach dem Übergang der preußischen Provinzen Ansbach und Bayreuth an die Krone Bayerns wurde er 1814 zum Physikus und Gerichtsarzt des bayerischen Landgerichts Erlangen ernannt. Diese Aufgabe übte er bis zu seiner Zurruhesetzung durch den König Maximilian II. am 30. Juni 1848 aus.
Gemeinsam mit Professor Bernhard Nathanael Gottlob Schreger übte er die Augenheilkunde aus, dieses behielt er auch nach dem Tod von Professor Schreger 1825 bei.
Anlässlich seines fünfzigjährigen Doktorjubiläums am 14. Oktober 1847 erhielt er sein Doktordiplom erneut überreicht.

### Botanische Aktivitäten
In seiner Freizeit widmete er sich der Botanik und korrespondierte mit Professor Burkard in Zürich zur Alpenflora. Hofrat Carl Friedrich Philipp von Martius bezeichnete in seiner flora cryptogamica, eine von Johann Friedrich Küttlinger im Kosbacher Wald entdeckte Pflanze, eine Art der Schwämme, als Merisma Küttlingeri (auch in Deutschlands Kryptogamen-Flora).
Mit dem Apotheker Johann Christian Frischmann entdeckte er in Erlangen am Bischofsweiher das seltene Brachsenkraut Isoetes lacustris.
In seiner Freizeit verfasste er kleinere Abhandlungen, die in Journalen veröffentlicht wurden, aber auch in Vorträgen in der physikalisch-medizinischen Societät in Erlangen verwendet wurden.

## Mitgliedschaften
- 1797 wurde er Mitglied der naturforschenden Gesellschaft in Halle;
- 1800 Mitglied der Regensburgische Botanische Gesellschaft;
- 1800 Mitglied der mineralogischen Societät in Jena;
- Mitglied der 1815 gegründeten Gesellschaft correspondirender Botaniker, die unter der Leitung von Christian Gottfried Daniel Nees von Esenbeck, Heinrich Christian Funck und David Heinrich Hoppe geführt wurde;
- Mitglied der Erlanger Physikalisch-Medizinischen Societät seit ihrer Gründung 1806;
- Mitglied der allgemeinen kameralistisch-ökonomischen Gesellschaft, die unter der Leitung von Johann Paul Harl stand[6];
- 1818 Mitglied (Matrikel-Nr. 1083) mit dem akademischen Beinamen Galenus IV[7] der Deutschen Akademie der Naturforscher Leopoldina.

## Schriften (Auswahl)
- Animadversiones de hydropis diagnosi caussis et quibusdam illi medendi methodis exemplis illustratae. Erlangae: Junge, 1797.
- Johann Ernst Fabri; Johann Friedrich Küttlinger: De Notitiae Rervm Pvblicarvm Notionvm Et Divisionvm Varietate: Fascicvlvs I. Erlangae: Kunstmann, 1797.
- Georg Pearson's der Arzneiwissenschaft Doktors und Mitglieds der Königl. Societät der Wissenschaften, Arztes am St. Georg-Spitale, Mitglieds des Collegiums der Aerzte etc. Untersuchung über die Geschichte der Kuhpocken: in besonderer Hinsicht auf die Ausrottung der Kinderpocken. Nürnberg 1800.
- Zwei Fälle von verborgenem Irrseyn mit plötzlichem Ausbruche der Manie; erschienen in: Zeitschrift für Staatsarzneikunde, 1. Jahrgang. Herausgeber: Adolph Henke. Erlangen 1821. S. 127 f.
- Zur Lehre über die Beurtheilung versteckter Seelenkrankheiten und insbesondere über die Dauerhaftigkeit der Genesung der früher an Geisteszerrüttung erkrankten Personen in medicinich-gerichtlicher Hinsicht. Zeitschrift für Staatsarzneikunde, 17. Jahrgang. Herausgeber: Adolph Henke. Erlangen 1837. S. 114 f.
- Georg Werlein der Mörder seines Sohnes Martin: Ein merkwürdiger Fall von Mordmonomanie; Mit dem Bildnisse des Mörders. Erlangen 1836.